# ¡Zarpazos! Un viaje por el Spanish Horror
¡Zarpazos! Un viaje por el Spanish Horror és una pel·lícula documental espanyola del 2013 escrita i dirigida per Víctor Matellano. Es tracta d'un assaig sobre el cinema de terror i del cinema de fantaterror realitzar a Espanya des de finals de la dècada del 1960.

## Sinopsi
A la fi dels anys seixanta el cinema espanyol comença a produir de forma continuada una ingent quantitat de pel·lícules de gènere de terror. El fenomen va propiciar una important obertura als mercats internacionals, una producció continuada, un determinat star-system, així com directors especialitzats.
Això sí, el Spanish Horror va freqüentar el mimetisme internacional, així com va oferir un particular abordatge del sexe, la sang i la violència. Aquest documental repassa, entre records i anècdotes, aquell insòlit fenomen dels darrers anys de l'Espanya franquista i la primera transició.

## Producció
Ha comptat amb la col·laboració de grans noms del gènere a Espanya com Jesús Franco, Eugenio Martín, José Ramón Larraz, Jordi Grau i Solà, l'actriu Lone Fleming, Antonio Mayans, Jack Taylor, Paco Plaza, José Luis Alemán, Julián Lara i fins i tot Joe Dante.

## Nominacions
fou nominada la millor documental a les Medalles del Cercle d'Escriptors Cinematogràfics de 2014. També ha passat pel Nocturna Film Festival de Madrid o el Fant de Bilbao, el Feratum Fest de Mèxic, el Buenos Aires - Rojo Sangre de l'Argentina, el Zinema Zombi Fest de Colòmbia o la Mostra Spanisches Filmfest de Berlín. Va obtenir el premi especial del jurat al Festival de Cinema Fantàstic Europeu de Múrcia.